# Gabriel Caballero
Gabriel Caballero (5 de febrer de 1971) és un exfutbolista mexicà.

## Selecció de Mèxic
Va formar part de l'equip mexicà a la Copa del Món de 2002.